# Łuczywo

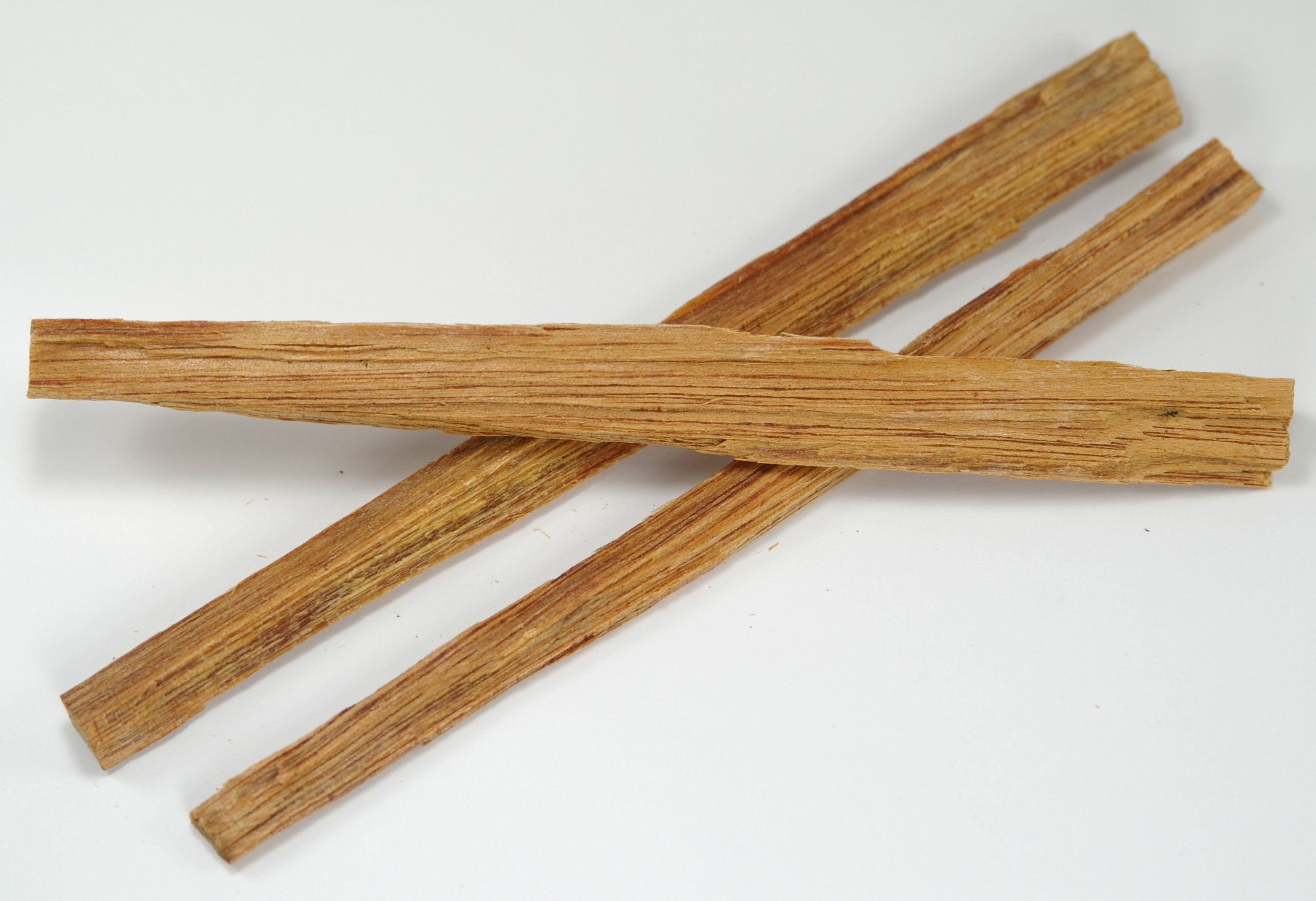
Łuczywo

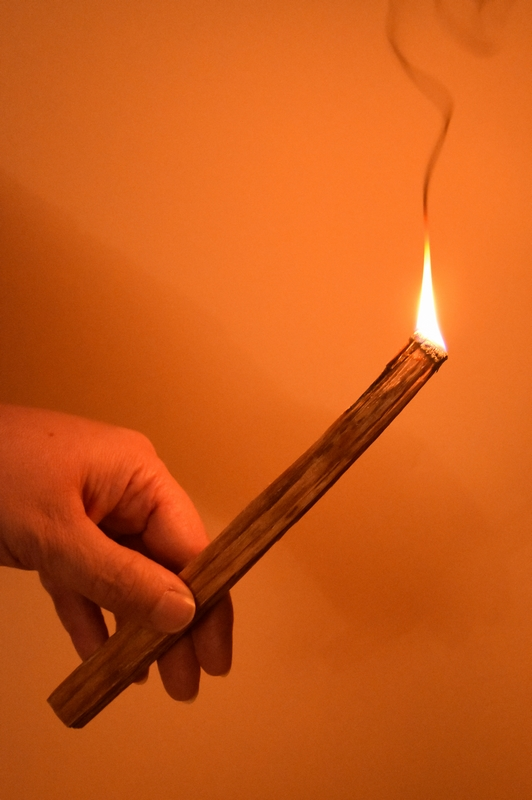
Płonące łuczywo

Łuczywo – kawałek smolnego, przesyconego żywicą drzewa iglastego lub strugane szczapki z drzew liściastych, dobrze wysuszone, używane do oświetlenia izb wiejskich w Polsce do końca XIX wieku.
Drewno z drzew żywicznych spalając się było źródłem dużej ilości dymu i kopcia. Z czasem zaczęto więc używać łuczywa z innych gatunków drzew: buka, brzozy, olszyny, leszczyny, grabu, cisa. Pozyskanie takiego łuczywa było pracochłonne. Cienkie, wąskie deseczki o długości 30–40 cm łupano siekierą lub darto za pomocą specjalnego struga ze świeżego drewna. Taki hebel na Żywiecczyźnie i u górali śląskich zwany „kocurem” obsługiwały zwykle trzy osoby. Gruba deska, z której strugano szczapki we wsi Sól w województwie śląskim nazywana była „sędziołem”. Następnie pozyskane drzazgi były wiązane po kilkanaście sztuk i suszone przez rok .
W zależności od rejonu, łuczywa miały różne nazwy:
- Siedleckie i Zamojskie – szczypy lub szczypki;
- Podhalańskie – karkoszki;
- Rzeszowskie – dartki;
- Beskid Śląski – drzazgi, ślajzy[2].

Łuczywa wtykano w szpary w ścianie, umieszczano we wnęce pieca zwanej w niektórych rejonach „świtnikiem”, palono na specjalnym palenisku dobudowanym do pieca. Gotowe szczypki wkładano też do garnka stojącego na nalepie czyli na części pieca przeznaczonej do gotowania przed piecem chlebowym lub do naczynia w formie talerza na czterech nóżkach i zapalano . Łuczywa często umieszczano w stojących lub wiszących świecakach. 